# 빅토르 위고
빅토르 마리 위고(프랑스어: Victor-Marie Hugo, 문화어: 빅또르 유고, 1802년 2월 26일~1885년 5월 22일)는 프랑스의 시인·소설가·극작가이다.

## 생애
1802년 2월 26일 동부 프랑스의 브장송에서 나폴레옹 군대의 고급 장교로 알려진 레오폴드 위고(Léopold Hugo, 1774–1828)의 셋째 아들로 태어났다. 파리의 코르디에 기숙학교(Pension Cordier)에서 독서와 시 창작에 매료되었던 1815년 ~ 1818년 기간 중, 그는 일기에 “나는 샤토브리앙이 아니면 아무것도 되지 않겠다”라고 기록함으로써 프랑스의 문호가 될 것을 10대 초중반의 나이에 다짐했다 한다.
1822년에 첫 시집 《송가집과 잡영집 (雜詠集. Odes et Poésies Diverses)》을 간행하고 그 해에 결혼하였다. 이후 소설 《아이슬란드의 한(Han d'Islande, 1823)》등, 열정적으로 작품을 발표하였다. 1825년 프랑스 왕실로부터 작가로서의 공로를 인정받아 레지옹 도뇌르 기사 훈장을 수여받았는데, 이 무렵부터 여러 잡지에 문학평론을 싣기도 하고 고전주의와 낭만주의 간의 문학 논쟁에 참여하기도 하면서 낭만주의 문학 이념의 초석을 다졌다.
시집 《송가집과 발라드집(Odes et Ballades, 1826)》, 소설 《뷔그-자르갈(Bug-Jargal, 1826)》에 이어 1827년 희곡 《크롬웰 (Cromwell)》의 서문 발표를 통해 고전주의 문학에 정면으로 대항하고 나서면서 낭만주의 작가들을 선도했다. 또,《동방시집 (Les Orientales, 1829)》, 《사형수 최후의 날(Le Dernier jour d'un condamné, 1829)》 등을 발표했다. 초기의 작품에는 왕당파적·가톨릭적인 색채가 농후하나 그 후 점차 자유주의 경향이 현저하게 되었다.
야심적인 위고는 아카데미 프랑세즈를 지배하는 의고전파와 대립하여 당시의 문단에 발흥하던 낭만주의 운동에 참가하여 자택에 같은 경향의 젊은 작가와 화가를 모아 차차로 낭만파의 지도자가 되어갔다. 희곡 《크롬웰(Cromwell, 1827)》에 붙인 서문은 고전주의 이론에 대항한 낭만주의 연극이론의 선언서로서 유명하다. 7월 혁명의 해인 1830년 2월에는 위고의 희곡 《에르나니》의 초연에 즈음하여 낭만파와 고전파 간에 문학사상 유명한 '에르나니 싸움' (La Bataille d'Hernani. 또는 '에르나니 논쟁') 이 일어났다.

이 싸움에서 위고는 고전파의 방해에 대비하여 미리 수많은 동지를 '박수치는 사람'으로서 극장 안에 배치, 청년시인 고티에가 빨간 조끼를 입고 싸움의 앞장을 섰던 일화는 유명하다. 상연은 야유와 박수가 엇갈리는 가운데 별다른 지장 없이 끝나 낭만주의는 마침내 결정적인 승리를 획득했다.
이 싸움의 승리 후에 낭만주의는 고전주의를 압도하여 이후 1850년경까지 문단을 점유했으며, 위고는 더욱 왕성한 활동을 보여, 소설 《파리의 노트르담(Notre-Dame de Paris, 1831)》로 소설가로서의 지위를 굳혔다. 그는 시집 《가을낙엽(Les Feuilles d'automne, 1831)》, 《황혼의 노래(Les Chants du crépuscule, 1835》, 《마음의 소리(Les Voix intérieures, 1837)》, 《빛과 그늘(Les Rayons et les ombres, 1840)》을 발표했다. 희곡으로는 상연 금지를 당했던 희곡《마리용 들로름(Marion Delorme, 1831)》을 비롯하여 <왕은 즐긴다>(1832), <뤼크레스 보르지아(Lucrece Borgia)>(1833), <마리 튀도르(Marie Tudor)>(1833), 운문극 《뤼 블라스(Ruy Blas, 1838)》 등을 발표했고, 1841년에는 대망의 아카데미 프랑세즈 회원이 되었다.
1843년 이후 10여년 간 위고는 거의 작품을 발표하지 않고, 정치 활동에 전념하였다. 원인으로는 희곡 《성주들(Les Burgraves, 1843)》에 대한 혹평과 맏딸의 사고사를 들 수 있다. <성주들>은 13세기 라인강 주변의 성주들을 주인공으로 한 서사적 색채가 강한 것으로 프랑스 극장에서의 초연은 낭만주의 연극에 염증을 보이는 관객들의 냉담한 반응으로 완전히 실패했으며, 위고도 이후 극작을 포기하다시피 하여 낭만주의극은 실제로 그 생명이 끝났다고 할 수 있다. 또, 신혼이던 열아홉 살 맏딸 레오폴딘 부부가 1843년 9월 4일 센강 하류의 빌키에에서 보트 전복 사고로 사망했다. 이로 인해 위고는 6개월이나 펜을 들지 못할 정도로 깊은 좌절과 혼란의 시기를 보냈다.
1848년 2월 혁명을 비롯한 주위 정세에 자극을 받아 위고는 인도주의적 경향을 더 한층 굳혔다.
1851년에는 나폴레옹 3세의 쿠데타에 반발하여 국외로 추방을 당했다. 그는 벨기에를 거쳐 영국 해협의 저지섬과 건지섬을 전전, 거의 19년에 걸친 망명 생활에 접어들어야 했다. 이 망명은 결실을 가져오기도 했는데, 이는 잡다한 일에서 해방되어 창작에 전념한 때문이다. 시집 《징벌(Les Châtiments, 1853)》, 《명상시집(Les Contemplations, 1856)》, 《세기의 전설 (La Légende des siècles, 1859)》(제1집), 소설 《레 미제라블(Les Misérables, 1862)》, 《바다의 노동자(Les Travailleurs de la Mer, 1866)》 등 위고가 집필한 대부분의 걸작들이 이 시기에 나왔다.
1870년 보불 전쟁에 의한 나폴레옹 3세의 몰락과 함께 위고는 공화주의 옹호자로서 민중의 열렬한 환호 속에 파리로 돌아왔다. 그리하여 국민적 시인으로서 영예에 싸인 비교적 평온한 만년을 보낸다. 이 시기에 발표한 작품은 《두려운 해(L'Année terrible, 1872)》, 《세기의 전설》제2집, 제3집 (La Légende des siècles, 1877, 1883)》, 소설 《93년(Quatrevingt-treize, 1874)》 등이 있다.

## 가톨릭과의 불화와 유언
위고는 그의 대표작인 《파리의 노트르담》에서 개인의 욕망에 눈이 어두워 살인까지 저지르는 프롤로 주교를 그린 바 있다. 가톨릭 교회는 위고의 《파리의 노트르담》과 《레미제라블》등의 걸작들을 금서로 지정해 신도들이 읽지 못하게 하였다.
가톨릭과 화해하지 못한 위고는 교회의 기도마저 거부했다. 1881년 8월 31일 이런 유언장을 썼다.
| “ | “신과 영혼, 책임감. 이 세 가지 사상만 있으면 충분하다. 적어도 내겐 충분했다. 그것이 진정한 종교이다. 나는 그 속에서 살아왔고 그 속에서 죽을 것이다. 진리와 광명, 정의, 양심, 그것이 바로 신이다. 가난한 사람들 앞으로 4만 프랑의 돈을 남긴다. 극빈자들의 관 만드는 재료를 사는 데 쓰이길 바란다.(...)내 육신의 눈은 감길 것이나 영혼의 눈은 언제까지나 열려 있을 것이다. 교회의 기도를 거부한다. 바라는 것은 영혼으로부터 나오는 단 한 사람의 기도이다.” | ” |

1885년 5월 22일에 사망했다. 그의 죽음은 국장의 예를 받았고, 그의 유해는 팡테옹에 안장되었다.

## 작품 세계

### 낭만주의
낭만주의는 1827년의 <크롬웰(Cromwell)>의 서문에 제시되었다. 위고는 여기서 시의 발전역사를 서술하여, 원시 시대를 서정시, 고대를 서사시, 중세 이후를 극의 시대라고 했다. 그리고 새로운 낭만주의의 연극은 근대사상의 근간을 이루는 기독교적 2원론에 의거하여 영혼과 육체, 하늘과 땅, 숭고함과 그로테스크 사이에 영원히 되풀이되는 대화를 극의 진수로 해야 하며 이것이야말로 현대의 완전한 예술양식이라 말한다.
또한 주인공을 추상적인 존재로 그치지 않게 하기 위한 지방색의 채용, 천재의 자유로운 발양(發揚)을 방해하는 비현실적인 삼일치의 법칙의 폐지, 자연(현실)의 모방을 예술로 승화시키는 운문의 채용선 쇄신 등은 전세기 이래 비극의 쇄신을 위해 시도되어 왔던 많은 이론을 종합 확인한 것이나 그 대담한 표현과 명확함으로 인하여 하나의 강령으로서 신성시되었다. 위고는 이러한 이론에 바탕하여 희곡 《에르나니》를 썼다.
일반적으로 위고의 희곡에는 강인한 극행위(劇行爲)가 결여되어 있으며 극의 본질인 갈등보다는 줄거리나 대사의 서사성이나 서정성에 역점을 두는 결점이 있다. 당시 관객의 취미는 낭만주의 극의 용만성(冗漫性)과 소란함에 싫증을 느껴 고전적인 간결함을 구하고 있었으며, 뮈세는 일찍부터 그 폐단을 통감, 낭만주의의 시적 환상을 고전적인 절도로 다룸으로써 참된 걸작을 남겼다.

### 민중 예술
위고는 민중예술을 특히 강조하였다. 그는 "예술은 민중을 위해 만들어지고 모든 것은 신으로부터 와서 민중에게로 가는 것"이기 때문에 신은 원칙이고 민중은 "예술이 도달해야 하는 종착점"이며 "예술과 연극은 민중적이 되어야 한다"고 주장했다. 그의 작품에는 가난한 노동자들에 대한 한없는 사랑이 묻어 있다.
1869년에 쓴 《황량한 세월(Les Années Funestes)》에서 그는 프산 노동자들의 현실을 이렇게 그렸다.
| “ | "그 사람, 내 아버지, 내 어머니, 나, 우리는 모두 광부였다. 작업은 가혹했고 주인은 착하지 않았다. 사람들은 빵이 모자라서 석탄을 깨물고 있었다. 우리는, 그를 불쾌하게 한다고 생각하지 않고 일을 조금 줄이고 임금을 조금 낫게 줄 것을 요구했다. 그런데 그들은 무엇을 우리에게 주었는가? 총탄이다." | ” |

## 평가
위고의 83년 간에 걸친 일생은 19세기의 대부분을 차지하여 사회의 변천과 함께 그의 사상과 작품은 보수주의에서 자유주의 또한 공화주의로 크게 변화하고 있다. 그러나 일관해 흐르는 것은 인류가 한없이 진보할 것이라는 낙관적 신뢰와 이상주의적 사회 건설을 향한 불 같은 정열이다. 위고의 시는 시대의 낭랑한 메아리에 불과하다는 비판도 이렇게 너무나 낙관적인 이상주의적 태도에 대한 것이다. 이와 같이 정열적인 웅장함은 감상에 빠지기 쉬운 낭만파 시인에게는 볼 수 없는 것이며, 그것이야말로 그의 비길 데 없는 천성과 함께 위고를 낭만파 지도자로 만들었고 19세기에 있어서 가장 위대한 시인의 한 사람이 되게 하였다.

## 그 외
프랑스의 축구선수 위고 요리스는 빅토르 위고의 이름에서 본따서 지었다고 한다.